# Gabriel Orlando Rodríguez
Gabriel Orlando Rodriguez (Ramos Mejía, Argentina; 30 de enero de 1960) es un entrenador argentino de fútbol. Su club actual es el River Plate donde se desempeña como coordinador de divisiones menores de dicho club.

## Trayectoria
En 1981 es contratado como director técnico de divisiones menores de River Plate, en la dirigió en diferentes categorías de estas hasta 1991 cuando es contratado por San Lorenzo de Almagro para ocupar el mismo cargo.
En 1999 en San Lorenzo, le encarga el trabajo de coordinador de divisiones menores. Al mismo tiempo que ocupaba este trabajo, en un período de 2002 a 2004 se ocupó la dirección técnica de la reserva del club.
Su paso por San Lorenzo, acabaría a fines de 2005 cuando José María Aguilar, presidente de River Plate, que luego de ganar las reelecciones del club, le ofrece el cargo de coordinador de divisiones menores de River Plate, y este acepta. Su paso por River Plate acabaría en 2009 cuando Daniel Passarella asume la presidencia del club.
A fines de 2013 vuelve a River Plate para ocupar nuevamente el cargo de coordinador de divisiones, junto a la presidencia de Rodolfo D'Onofrio.